# 美少女萬華鏡異聞 雪女
《美少女萬華鏡異聞 雪女》是ωstar在2024年4月26日發售的戀愛冒險類型日本成人遊戲，當中由八寶備仁擔當原畫，吉祥寺ドロレス撰寫劇本。
《美少女萬華鏡異聞 雪女》擁有多條劇情路線，當中擁有一系列預先設定的場景和人物互動。其主要聚焦於女主角白雪姬跟玩家角色的互動，並重點刻畫了角色之間的性行為。整個故事以主角蓮佛雪之進的視角作切入點。他是個武道家，在山上修行期間與雪女白雪姬相遇。

## 遊戲系統

《美少女萬華鏡異聞 雪女》的遊玩介面，圖中女主角白雪姬正以虚構遊戲《劍神》角色電電將軍的裝扮跟玩家角色蓮佛雪之進對話，影射電子遊戲《原神》的角色雷電將軍

《美少女萬華鏡異聞 雪女》採取戀愛冒險的遊玩方式，玩家所扮演的是本作的主角蓮佛雪之進。基本上玩家在遊玩的時候都需閱覽屏幕上所顯示的文本和聆聽遊戲發出的聲音，用以了解故事情節和人物之間的對話。文字和聲音會與人物拼合圖和背景一同出现，用以表示蓮佛在跟誰對話。玩家會在故事中遇見代替背景和人物拼合圖的计算机图形和動畫。《美少女萬華鏡異聞 雪女》擁有多條劇情分支路線，每條路線的结局皆有所不同。玩家的選擇會影響之後的劇情路線，從而影響結局。
本作角色之間的關係亦帶有一定性意味。有關場景包括乳交、口交、手交。玩家在某些預設的段落中須選擇行為選項。對話框的下一段文本在做出選擇前並不能夠顯示。玩家必須反覆載入選項頁面並選擇不同的選項，才能夠觀覽存於不同路線的劇情。

## 故事
男主角蓮佛雪之進在小時候是個充滿正義感的人，也因此決定救助被其他小孩欺負的小狗。女主角兼雪女白雪姬在觀察人類的過程中，為之吸引，決定当面讚揚他。不過根據白雪所屬的冬之一族的規矩，任何人類一旦見到他們的真面目就要向之下殺手。白雪於是跟蓮佛約定要他忘記自己，不要把自己的事説出去，並在其附近或透過禿鷹的眼睛監視著他，一發現他把事情說出去就殺了他。男主角之後一直信守诺言，亦忘記了她的事，而白雪則在過程中愛上了他。蓮佛之後成為武道家，在一家道場中日夜磨練自己。其師父後來則想讓他繼承道場，於是便要他跟自己女兒的未婚夫一本木直人對決一場，好讓他有正當名義繼承。不過，他在對決中因為被一本木未婚妻的乳房吸引了目光，而不慎落敗。蓮佛於是決定離開道場，前往深山修行。
在某次修行的過程中，白雪安排像小動物一樣的弟弟白雪吹雪被熊追趕，以此迫使蓮佛救他，製造契機讓兩者相遇。白雪之後以報答蓮佛為由與之開始一段性關係，並於日常不斷探望蓮佛。不過蓮佛並沒有察覺白雪是個雪女的事。此時，白雪家的祖父冬將軍亦察覺到白雪開始與蓮佛有著長時間的友好關係。白雪之後把蓮佛帶到山上，打算一起觀賞景色。蓮佛於此時想向她表白，但天氣突然變壞，下起暴風雪，讓他患上失溫症昏迷。白雪於是以自己的力量製造一間冰屋，並在內部生火，讓蓮佛的身體狀況改善醒來。為了解釋冰屋是怎樣出現的，她向蓮佛坦白自己是雪女的事，而蓮佛則對此不以為意，兩人進而互相向對方表達自己的心意。
蓮佛和白雪接下來則以情侶的身份過活，然而冬將軍卻要白雪跟自己碰面對質。白雪和蓮佛兩人一夜春宵後白雪為此告別，獨自前往山上，與祖父碰面，不過她沒向蓮佛交代詳情。然而蓮佛在第二天對白雪的態度心有不妥，於禿鷹的指引下上山找她。上山後他先與白雪會合，再遇見冬將軍。冬將軍到場後表逹對白雪破壞規矩的不滿，並想替白雪按規矩行事，殺死蓮佛。蓮佛等於是嘗試用自身的力量抵抗冬將軍召喚的軍隊，同時白雪亦嘗試說服冬將軍規矩是可以改變的。在白雪準備回去跟族人商討此事之際，蓮佛陷入了昏迷。於是白雪把他帶回他在深山的家，再離開他一段時間。
蓮佛在接下來的日子回到道場，在那即使相當想念白雪，但還是能利用新的技巧戰勝一本木。10個月後，他再度前往深山，在那白雪帶子與之重逢。並得知他們族人爭辯了10個月也沒有結果，令白雪順利產子。結果他們倆便對外公佈結婚，並舉辦婚宴。最後以白雪跟蓮佛洞房的場景為結。

## 開發
在《美少女萬華鏡 -理與迷宮的少女-》推出市面後，ωstar沒過多久便著手開發新系列。但由於是新系列的關係，他們用了3年的時間不斷摸索，思考新作的劇情和作畫。直到2023年，負責《美少女萬華鏡異聞 雪女》原畫的八宝备仁才認為新作「終於到了讓人見到也不失禮的狀態」。及後他們為保作品的質量，故即使想盡快把作品推出市面，但還是決定延遲開售。而它的長度和選項都跟美少女万华镜系列差不多。
八宝备表示，考慮到《理與迷宮的少女》故事已告一段落，所以新作《美少女萬華鏡異聞 雪女》不會出現前作的主角蓮華及夏彥。而異聞系列則以妖怪女主角為其角色設計主軸。他們在思考首作應採用哪位妖怪時，決定採取日本風格路線。之後以此為方向思考，得出應把女主角設定成「雪女」的結論，因為這一妖怪是日本才有的，而且他們認為其形象足以成為當中的代表。
製作團隊在製作過程中想讓《美少女萬華鏡異聞 雪女》的色情場景動畫與前系列不同，於是在當中下了一番功夫，讓之更為流暢。除此之外，它的動畫也比過往的更闊，而且在男上位這樣的場景當中會顯示身體下半部分的移動畫面。也因此讓其對玩家遊戲系統的要求變高。除了上述的色情元素外，製作團隊表示他們也重視當中與白雪姬的戀愛情節。

## 發行
2023年4月27日，ωstar在官方網站公佈有關將會發表《美少女萬華鏡異聞 雪女》的消息，並預定在8月開售，次日開放給大眾預約此作。之後在7月25日以「想確保成品品質」為由，宣佈延期至12月22日發售，及後再度因同樣理由延期至次年4月26日。4月12日，ωstar宣佈本作已完成開發。並從當天開始為美少女萬華境系列的過往作品舉辦促銷活動。
實體光碟版及付費下戴版於4月26日發行，同時相容Microsoft Windows 10/11。預約者有機會獲得以白雪姫為主題的文件套。中文版的官方網站則於4月24日上線，在6月28日以線上付費下載的形式發行。

## 評價
在本作開售前，《BugBug》便已介紹指其動態色情場景是人們應該關注的地方。同樣，《Megastore》亦認為玩家會期待「生動的人物對話和下流的色情場景」。作品於市面上公開後，登上了Getchu屋、《BugBug》、《Megastore》當月美少女遊戲銷量排行榜首位，FANZA Games第3位。《Megastore》在它登上排行榜後讚揚了八寶備的畫功。網民還發現當中包含影射電子遊戲《原神》的對話和情節，令之成為他們的關注重點。

## 外部連結
- 官方网站：中文、日文
- 《美少女萬華鏡異聞 雪女》在視覺小說數據庫的頁面 （英文）